# Québec (by)
 For alternative betydninger, se Québec. (Se også artikler, som begynder med Québec)
Byen Québec, alternativt: Québec (fransk: Ville de Québec el. Québec, engelsk: Quebec City el. Quebec), er hovedstaden i den canadiske provins Québec. Den gamle bydel (Vieux-Québec) er den eneste by i Nordamerika nord for Mexico, hvis fæstningsværker stadig eksisterer, og byen er af UNESCO blevet erklæret World Heritage Site (1985). Québec har i dag (2005) 528,595 indbyggere, Census Metropolitan Area har 717,600 indbyggere.
Québec er sæde for provinsens lokalparlament, Assemblée nationale du Québec. Blandt byens seværdigheder er Nordamerikas ældste katedral Notre Dame, og udenfor den gamle bydel findes Sainte -Anne-de-Beaupré og Montmorency-vandfaldet.

## Historie
Byen blev grundlagt (1608) af franskmanden Samuel de Champlain og er den næstældste europæiske bosættelse i Canada, der stadig eksisterer, den ældste er St. John's på Newfoundland. På stedet lå dog allerede en indiansk landsby ved navn Stadacona. Navnet Québec kommer fra Algonqin og betyder “Hvor floden snævrer ind” (Kèbec).
Québec blev hovedbyen i Ny Frankrig, det franske koloniområde i Nordamerika, men indbyggertallet blev aldrig af samme størrelse som de engelske byer i Nordamerika. Trods det fik byen mange monumentale bygninger, men havde samtidig et landligt præg.
I 1759 under Syvårskrigen blev byen erobret af britiske tropper under kommando af James Wolfe, og efter krigen overgik byen sammen med resten af Fransk Canada til Storbritannien. Senere under den Amerikanske frihedskrig, blev Québec angrebet af amerikanske styrker (1775), men de led nederlag, og det betød, at det ikke lykkedes at gøre Canada til en del af USA.
Québec var Canadas hovedstad indtil 1865, hvor den flyttede til Kingston, Ontario og Montréal. Da Dominion of Canada blev oprettet i 1867, blev hovedstaden endeligt flyttet til Ottawa.
I 2017 var der et masseskyderi i en moske i Quebec.

## Geografi

### Arrondissementer
Byen er administrativt opdelt i 6 arrondissementer:
| Arrondissement               | Areal (km2) | Indbyggere |
| ---------------------------- | ----------- | ---------- |
| Beauport                     | 74,34       | 74.740     |
| Charlesbourg                 | 65,75       | 72.810     |
| La Cité-Limoilou             | 22,18       | 107.835    |
| La Haute-Saint-Charles       | 148,40      | 74.070     |
| Les Rivières                 | 48,61       | 59.920     |
| Sainte-Foy–Sillery–Cap-Rouge | 95,00       | 101.735    |

## Seværdigheder
De fleste af byens seværdigheder findes i den befæstede, gamle bydel Vieux-Québec, som har bevaret mange af sine gamle bygninger fra kolonitiden. Byens profil domineres af det massive Château Frontenac Hotel, tæt ved ligger Notre Dame-katedralen, der er Amerikas ældste og sæde for den første biskop i Amerika.

### Liste med byens vigtigste museer
- Musée national des beaux-arts du Québec
- Musée de la civilisation
- Musée de l'Amérique française